# ازکیل کاستیلو
ازکیل کاستیلو (انگلیسی: Ezequiel Castillo؛ زادهٔ ۱۳ ژوئن ۱۹۶۷) بازیکن سابق فوتبال اهل آرژانتین است که در پست هافبک باز می‌کرد.